# Герцен, Пётр Александрович
Пётр Алекса́ндрович Ге́рцен (8 (20) мая 1871, Флоренция, Королевство Италия — 2 января 1947, Москва, СССР) — советский хирург, организатор здравоохранения, один из основоположников онкологии в СССР, доктор медицины (Швейцария, 1897; Российская империя, 1909), профессор (1917).
Заведующий кафедрой оперативной хирургии 1-го Московского государственного университета (1919—1921), кафедрой общей хирургии 1-го Московского государственного университета (1921—1934), кафедрой госпитальной хирургии 1-го Московского медицинского института (1934—1947), директор Института для лечения опухолей (1922—1934), член-корреспондент Академии наук СССР (1939), заслуженный деятель науки РСФСР (1934), почётный член Французской академии хирургии, член Международного общества хирургов, член Высшей аттестационной комиссии, председатель правлений Всероссийского и Всесоюзного обществ хирургов (1926—1928, 1935—1936), председатель XXI-го (1929) и XXIV-го (1938) Всесоюзных съездов хирургов.
Сын известного швейцарского физиолога Александра Александровича Герцена и внук выдающегося русского публициста, писателя и философа Александра Ивановича Герцена.
В 1947 году после смерти П. А. Герцена его имя было присвоено Московскому научно-исследовательскому онкологическому институту.

## Биография

### Происхождение и образование

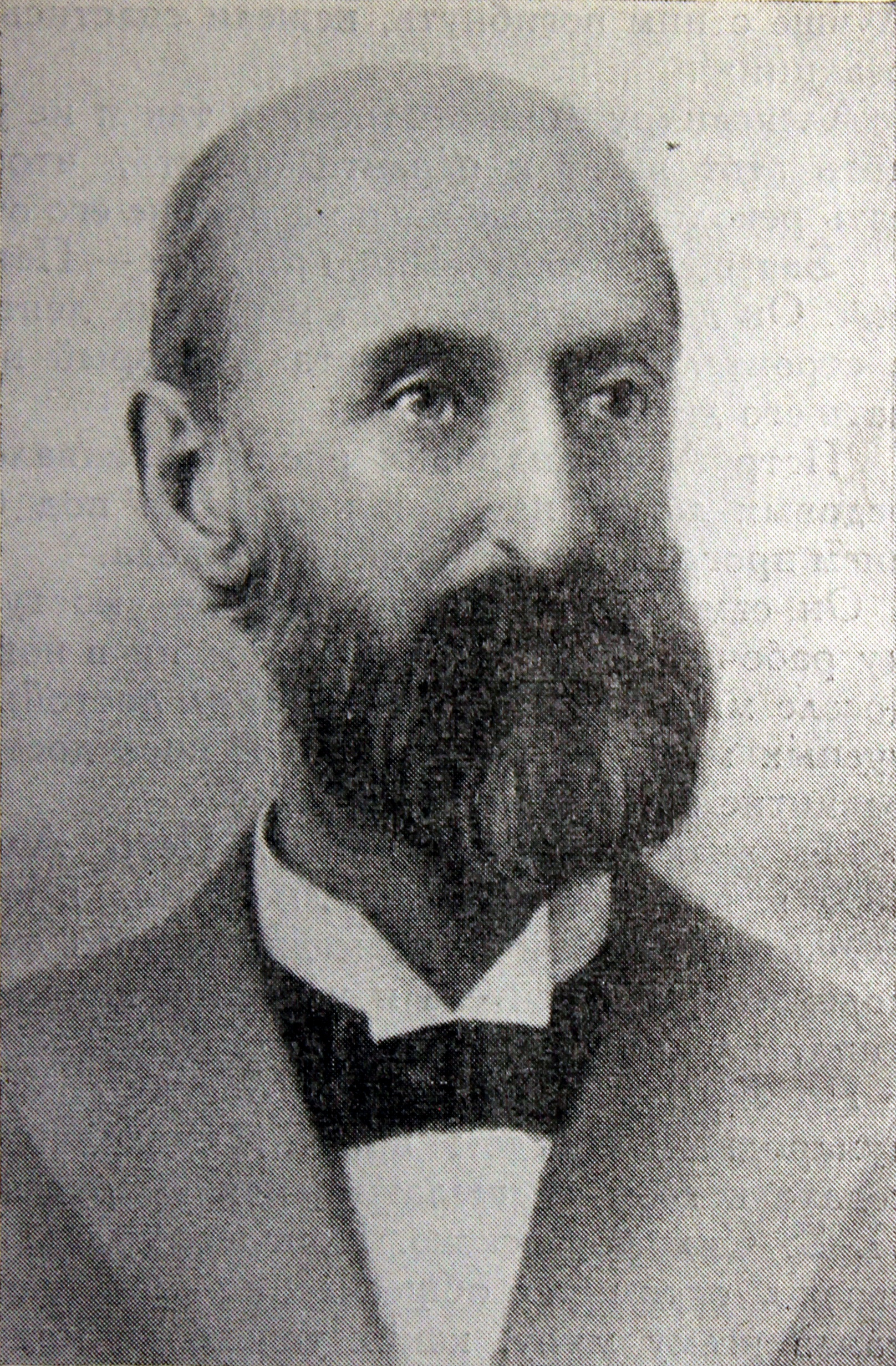
А. А. Герцен — отец

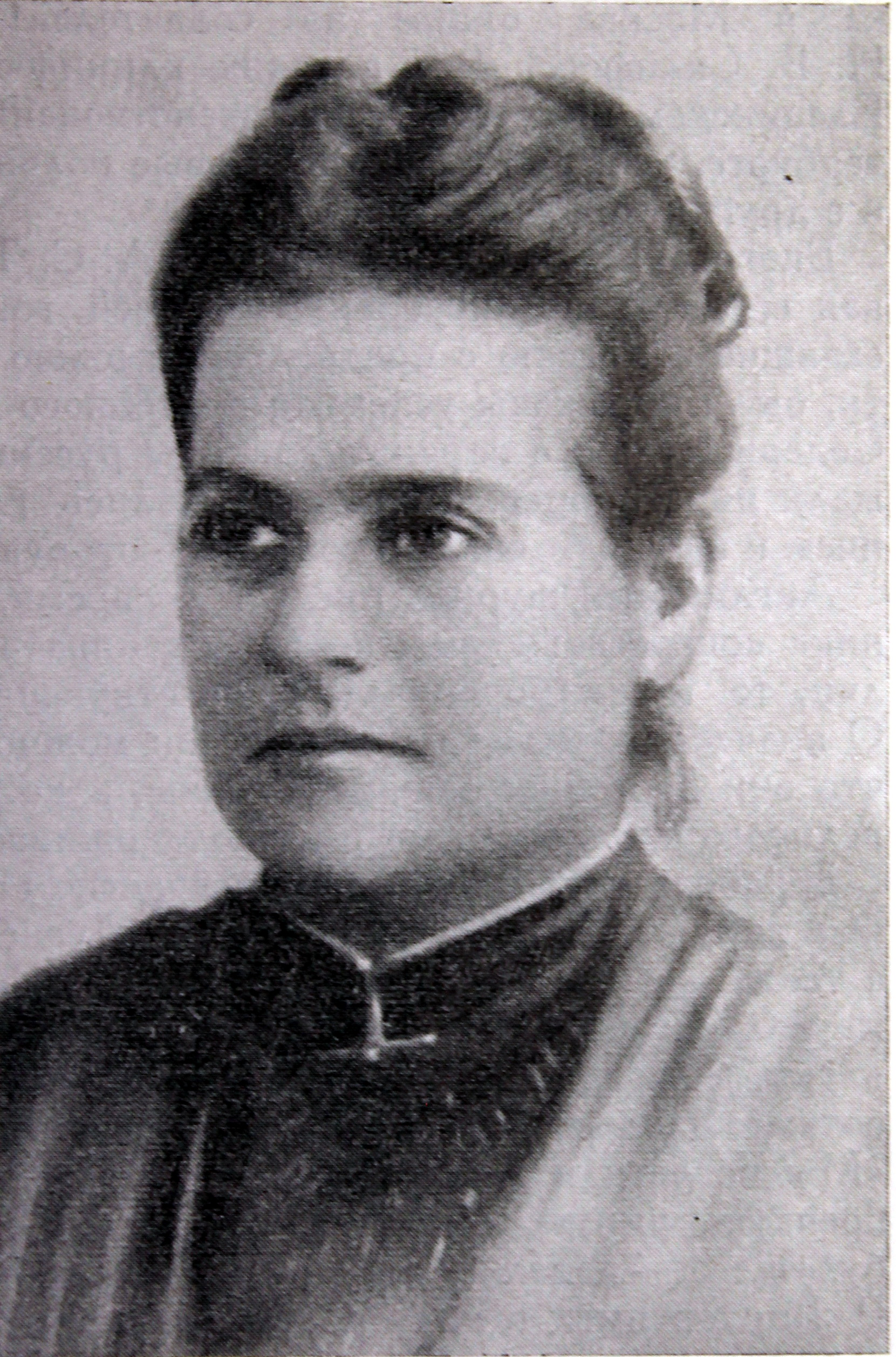
Торезе (Терезина) Феличе — мать

Пётр Александрович Герцен родился 8 (20) мая 1871 года во Флоренции, Королевство Италия, в семье известного швейцарского физиолога русского происхождения Александра Александровича Герцена и дочери крестьянина, итальянки Терезины (Торезе) Феличе (Thérèse Félici, 1851—1927). Кроме Петра в семье было ещё 9 детей: три девочки и шесть мальчиков. Пётр Александрович Герцен приходился внуком выдающемуся русскому публицисту, писателю и философу Александру Ивановичу Герцену. В 1896 году Пётр Александрович окончил медицинский факультет Лозаннского университета, где слушал лекции знаменитых профессоров Кауфмана, Генриха Штиллинга, Рота, Бумма, после чего в течение одного года работал сверхштатным ассистентом в клинике знаменитого швейцарского хирурга Цезаря Ру, одновременно занимаясь научной работой в физиологической лаборатории своего отца в Лозаннском университете. Уже через год после окончания университета Герцен успешно защитил в Лозанне диссертацию на степень доктора медицины на тему «Les causes de mort après la double vagotomie dans leur rapport avec les conditions de survie» («О причинах смерти после двусторонней ваготомии в их связи с условиями выживания»), которая была основана на большом экспериментальном материале и получила хорошие отзывы в специальной литературе.

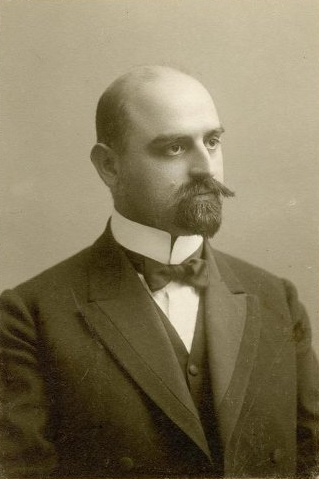
П. А. Герцен в первые годы врачебной деятельности

### После переезда в Российскую империю
В 1897 году, отклонив предложение Цезаря Ру о месте ассистента в штате клиники, Герцен переехал в Россию, как завещал его дед, и, быстро изучив русский язык (которого он не знал), поступил вольнослушателем на V курс медицинского факультета Московского университета. В декабре 1898 года П. А. Герцен получил российский диплом лекаря с отличием, сдав государственные экзамены за весь университетский курс. В этом же году Пётр Александрович начал работать врачом-экстерном в Старо-Екатерининской больнице под руководством знаменитого московского хирурга и опытного педагога И. Д. Сарычева, ученика Н. В. Склифосовского. В этой клинике он проработал сначала врачом-экстерном (до 1900 года), а затем ординатором хирургического отделения (до 1920 года) в течение 22 лет (с перерывами на службу в армии в качестве военного хирурга) и здесь приобрёл свой огромный практический опыт и хирургическое мастерство. В это же время вместе с Герценом в Старо-Екатерининской больнице учились и работали такие талантливые хирурги как В. Н. Розанов и В. М. Минц. В 1904—1905 годы во время русско-японской войны, будучи военным хирургом в составе отряда города Москвы, 14 месяцев находился на маньчжурском фронте. В 1909 году Герцен защитил вторую докторскую диссертацию «Экспериментальное исследование о действии на почки веществ, возникающих в крови при иммунизации животных почечной тканью или при повреждении одной почки», а в 1910 году его избрали приват-доцентом факультетской хирургической клиники Московского университета, руководимой профессором И. К. Спижарным. В годы Первой мировой войны — хирург в действующей армии.

### После Октябрьской революции
После Октябрьской революции супруга Петра Александровича с тремя их детьми уехала в Италию, но он не последовал за ними. В 1919 году П. А. Герцен был избран на должность заведующего кафедрой оперативной хирургии 1-го Московского государственного университета, которая оказалась вакантной после ухода профессора Ф. А. Рейна, где переработал программу по оперативной хирургии, положив в её основу физиологическое обоснование применяемых хирургических методов лечения; а с 1920 года начал одновременно читать курс лекций по оперативной хирургии и во 2-м Московском государственном университете, занимая в период с 1920 по 1922 год должность заведующего и этой кафедрой. В годы Гражданской войны П. А. Герцен состоял консультантом 151-го военного госпиталя (1920—1921). В 1921 году Пётр Александрович избирается заведующим кафедрой общей хирургии 1-го Московского государственного университета, которая в 1922 году была переведена на базу Института для лечения опухолей (в настоящее время — Московский научно-исследовательский онкологический институт имени П. А. Герцена). С этого момента Пётр Александрович возглавлял и кафедру, и институт, оставаясь его директором до 1934 года. Несмотря на занимаемую высокую должность, Герцен ежедневно лично консультировал значительное количество амбулаторных пациентов в поликлинике института, выполнял много сложных оперативных вмешательств, проводил подробные клинические обходы; он мог целыми часами работать за микроскопом, изучать картины крови у больных с системными заболеваниями кроветворных органов. В 1926 году Герцена впервые избирают председателем Хирургического общества Москвы, а в 1929 году — председателем XXI съезда российских хирургов. После кончины профессора А. В. Мартынова в 1934 году Герцен стал заведующим кафедрой госпитальной хирургии 1-го Московского медицинского института (в настоящее время — Первый московский государственный медицинский университет имени И. М. Сеченова), которой руководил до конца жизни. В 1934 году ему присвоено почётное звание заслуженного деятеля науки РСФСР, а 29 января 1939 года он был избран в члены-корреспонденты Академии наук СССР по Отделению математических и естественных наук, специальность — «Хирургия».

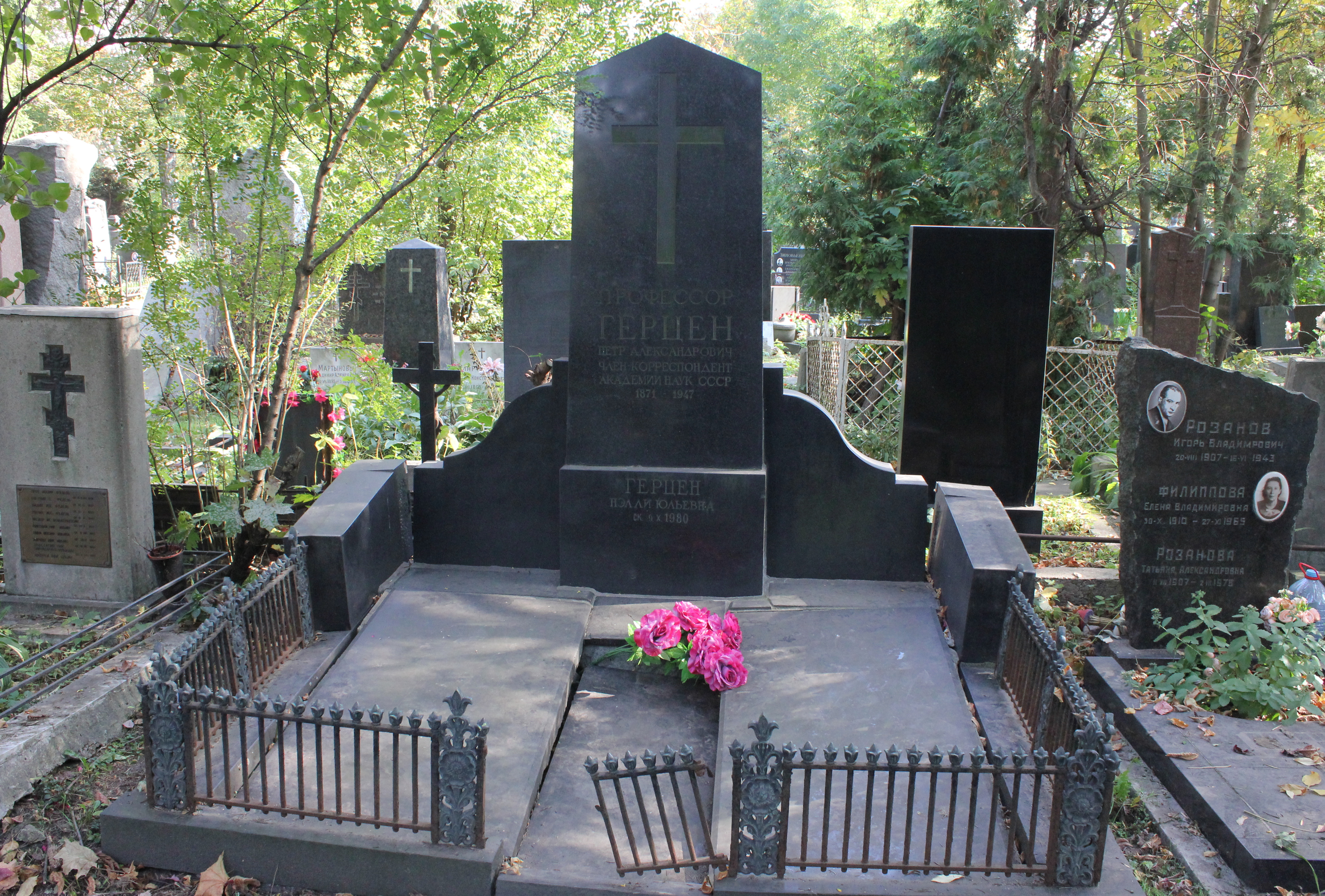
Могила Герцена на Новодевичьем кладбище Москвы.

В годы Великой Отечественной войны П. А. Герцен всё время оставался в Москве, оперируя и леча раненых, награждён медалью «За доблестный труд в Великой Отечественной войне 1941—1945 гг.».
П. А. Герцен умер 2 января 1947 года в Москве после тяжёлой болезни. Похоронен на Новодевичьем кладбище, участок № 4.

## Вклад в российскую медицину
Пётр Александрович Герцен написал около 100 научных работ, в их числе 5 монографий. Среди них особое значение имеют работы «К вопросу о технике холецистэнтеростомии» (1903), «Хирургическое лечение травматических аневризм» (1911), «Введение в клинику хирургических форм рака» (1930), «Рак молочной железы» (1930), «О кровотечениях» (1940). Герценом было предложено 16 оригинальных способов и модификаций хирургических операций, в их числе операция по формированию искусственного предгрудинного пищевода из тонкой кишки (1907), холецистэктомия, внутрибрюшинная фиксация прямой кишки при её выпадении, операции при бедренных грыжах, по поводу передних мозговых грыж, закрытия свищей околоушной слюнной железы и другие. Хирург широкого диапазона, Герцен внёс весомый вклад в изучение и разработку проблем хирургического лечения заболеваний органов брюшной полости, кровеносных сосудов, а также онкологических, урологических и кардиохирургических проблем. Он получил широкую известность после публикации своих работ «Переломы черепа у детей», «О нагноениях при брюшном тифе», «О шве сердца при его ранении».

### В абдоминальную хирургию
На II-м съезде российских хирургов в 1901 году он доложил о своей модификации холецистоэнтероанастомоза: после пересечения тощей кишки её дистальный конец соединял с желчным пузырём, а проксимальный конец вшивал в бок тощей кишки ниже анастомоза, что предотвращало развитие восходящего холангита.
В 1913 году П. А. Герцен впервые произвёл оменторенопексию — хирургическую операцию, заключающуюся в окутывании нижнего полюса почки сальником и подшивании его к капсуле почки. Эта операция применяется при асците, обусловленном портальной гипертензией.
П. А. Герцен в своём споре со сторонником гастроэнтеростомии при лечении язвенной болезни желудка В. В. Успенским доказывал преимущество резекции желудка.
Клиника госпитальной хирургии 1-го Московского медицинского института, возглавляемая П. А. Герценом, эффективно разрабатывала вопросы хирургического лечения заболеваний желчных протоков. На 5-й областной конференции хирургов Московской области (1934), докладывая о хирургии желчных протоков, Герцен настаивал на ранней холецистэктомии как операции выбора, отказавшись от выполнения холецистостомии, сторонником которой долгое время до этого он был. В своей статье «Хирургия желчных путей» он подробно разбирает патологию желчного пузыря и желчных протоков, обстоятельно останавливается на различных видах оперативных вмешательств, а также подчёркивает необходимость ранней холецистэктомии до развития тяжёлых осложнений. П. А. Герцен дополнил классификацию С. П. Фёдорова (в частности деления хронических рецидивирующих холециститов на неосложнённые и осложнённые) дискинетическими формами, предложил термин «исходные формы холециститов» вместо диагнозов «водянка желчного пузыря» и «склерозирующий холецистит».
Неоднократные выступления П. А. Герцена на хирургических съездах различного уровня были посвящены вопросам хирургического лечения заболеваний селезёнки. В 1924 году на XVI-м съезде российских хирургов он выступил с докладом «О хирургическом лечении некоторых форм спленомегалий», подобное сообщение он сделал в 1925 году на XXXIV-м съезде французских хирургов, в 1926 году на XVIII-м съезде российских хирургов («О заболеваниях селезёнки в связи с показаниями к спленэктомии и отдалённых её результатах»). В этих выступлениях он указывал на гемолизирующую роль селезёнки и её способность аккумулировать «кровяные яды». При многих заболеваниях селезёнки, тяжесть которых определяется дисфункцией или гиперфункцией этого органа, облегчить состояние пациента можно её удалением. Он первым в Советском Союзе выполнил спленэктомию при геморрагическом диатезе.
В конце 1930-х годов Герцен пишет обширную статью к вопросу о хроническом аппендиците и о псевдоаппендиците, в которой указывает на трудность постановки диагноза хронического аппендицита, обусловленную тем, что на практике хирурги зачастую сталкиваются не с воспалением собственно червеобразного отростка, а с воспалительными изменениями слепой кишки (тифлитом, тифлоколитом) и спастическими состояниями восходящей ободочной кишки, баугиниевой заслонки. Герцен высказывает мнение, что по мере должного изучения этих заболеваний, симулирующих аппендицит, термин псевдоаппендициты должен исчезнуть из употребления врачами. Он также обращает внимание на то, что поражение червеобразного отростка нередко бывает вторичным, а первичной проблемой являются изменения в слепой кишке (её атония, расширение, большая подвижность) с вовлечением в патологический процесс симпатической нервной системы, и предостерегает хирургов от узкого и одностороннего толкования хронических болей в правой подвздошной области как симптомокомплекса хронического аппендицита.

### В торакальную хирургию
10 (23) сентября 1907 года — I этап: мобилизован участок тонкой кишки и проведён до шеи, при этом перевязано 3 артерии брыжейки;
4 (17) октября 1907 года (через 24 дня) — II этап: кишечный трансплантат вшит в желудок, при этом резицировано около 20 см кишечной трубки в надчревье, желудок оказался небольшим и притянутым кзади, имплантация кишки произведена около середины малой кривизны на передней стенке желудка;
17 (30) ноября 1907 года (ещё через 44 дня) — III этап: наложение анастомоза между пищеводом и кишкой на шее, при этом кишка мобилизована на протяжении 15 см, её конец косо освежён; выделен и перерезан пищевод, его нижний конец наглухо зашит, а верхний немного разрезан сбоку и вдоль, после чего соединён с кишкой.
На 8-й день после операции сформировался свищ пищевода, что потребовало проведения через рот в кишечный трансплантат гуттаперчевого зонда, через который начато усиленное кормление. На 21-й день свищ закрылся, зонд был удалён, пациентка стала нормально питаться.
Мой дорогой коллега!

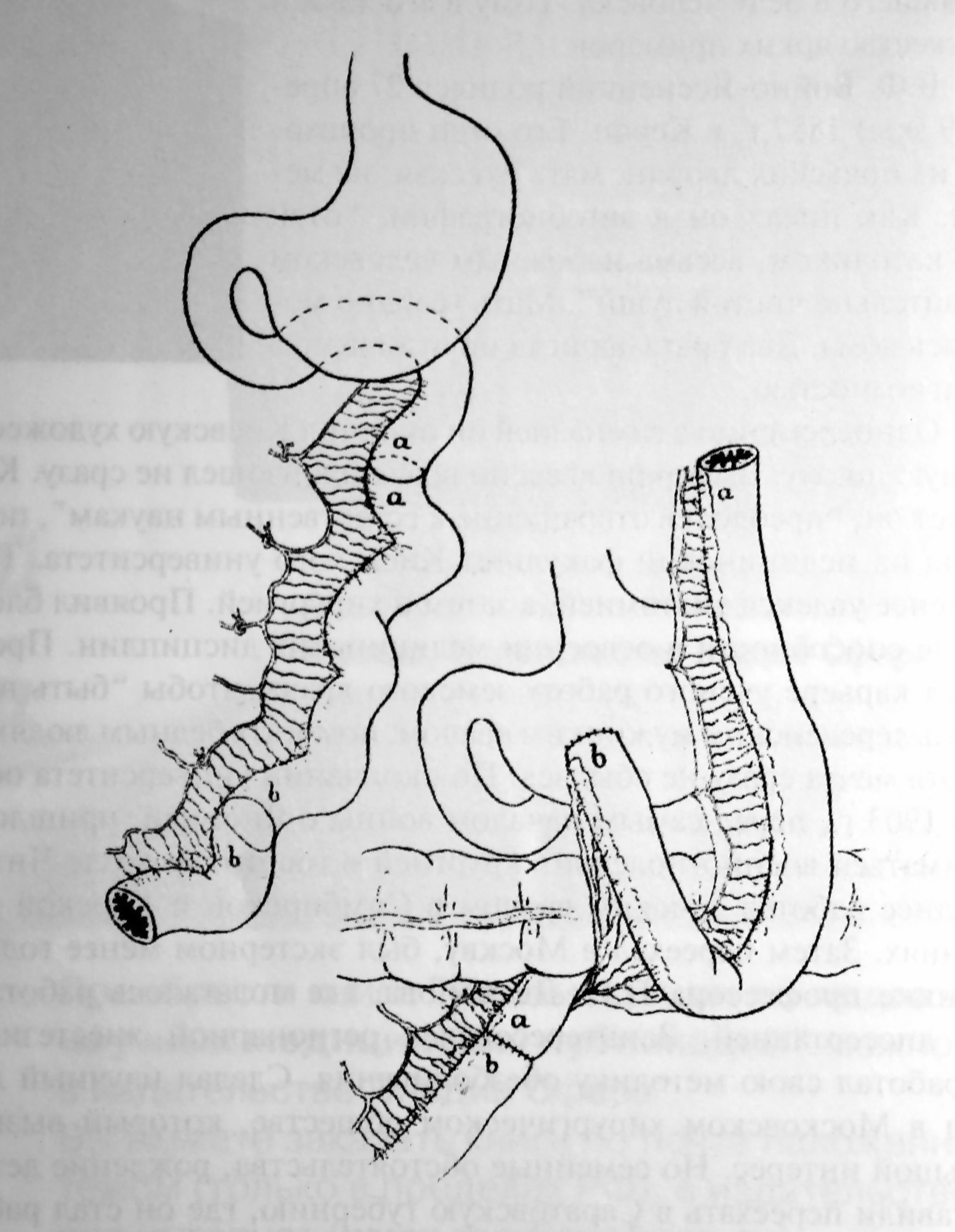
Схема операции Ру — Герцена, опубликованная Цезарем Ру в журнале «Le semaine medicale» в январе 1907 года

Только сегодня увидел Вашу мать и узнал Ваш адрес, и тороплюсь искренне поздравить Вас с этим прекрасным успехом.
Я очень рад, что ученики превосходят своих учителей и радуюсь представившемуся случаю сообщить Вам об этом: Вы знаете, что все Ваши успехи всегда найдут в Лозанне сочувственный отклик...
На VII-м съезде российских хирургов (1907) П. А. Герцен доложил об операции формирования искусственного предгрудинного пищевода в связи с его доброкачественным сужением. Впервые эта операция была предложена швейцарским хирургом Цезарем Ру в 1906 году для замены естественного пищевода. Выполнив начальные этапы операции (сформировав трансплантат из тонкой кишки и проведя его через подкожный тоннель до основания шеи), из-за истощения больного Ру отложил соединение трансплантата с пищеводом на более позднее время, выведя верхний конец кишки на кожу в виде еюностомы. Однако этому пациенту понадобилось несколько реконструктивных операций для того, чтобы соединить трансплантат с пищеводом на шее; лишь в 1911 году Ру смог завершить пластику. Первая в мире успешная законченная тотальная подкожная пластика пищевода тонкой кишкой была сделана в Москве учеником Цезаря Ру П. А. Герценом в три этапа в сентябре — ноябре 1907 года у 20-летней больной с послеожоговой стриктурой пищевода, возникшей вследствие отравления серной кислотой за 6 месяцев до операции. В своём докладе на съезде российских хирургов Герцен обратил внимание на наличие пяти трудноразрешимых моментов в способе операции Ру и предложил пути устранения этих недостатков: во-первых, разделить всю операцию не на 2, а на 3 момента — сначала провести кишку до шеи, потом вшить в желудок и завершающим этапом соединить с пищеводом, что значительно сокращает продолжительность первого этапа, производимого как раз у самых ослабленных больных; во-вторых, провести длинный верхний сегмент мобилизованной кишки через сформированное просторное отверстие в брыжейке ободочной кишки и желудочно-ободочной связке в верхний этаж брюшной полости, а затем отсюда по туннелю под кожей провести кишку до шеи.Эта операция получила название в отечественной и зарубежной медицинской литературе как операция Ру — Герцена.
В течение многих лет после этого попытки других отечественных и зарубежных хирургов повторить операцию Ру — Герцена в большинстве случаев были безуспешными.
В 1925 году П. А. Герцен выполнил первую в СССР торакоскопию при хронической эмпиеме плевры.

### В онкологию
Получив должность директора Института для лечения опухолей, П. А. Герцен произвёл его значительную реорганизацию, создав в институте крупное радиорентгеновское и гематологическое отделения, экспериментальную, клиническую и патологоанатомическую лаборатории, чем вывел это лечебное учреждение, где больные с онкопатологией получали медицинскую помощь по всем правилам современной науки, на ведущие позиции в СССР. Количество операций увеличилось в 3 раза, а смертность снизилась с 45 до 10 %. Под руководством Герцена в институте проводились широкомасштабные исследования по трансплантации опухолей, развитию иммунитета к ним, а также по другим разделам экспериментальной онкологии. Онкологическим проблемам был посвящён целый ряд работ Герцена, в которых он рассматривал теоретические и практические аспекты лечения злокачественных опухолей, подчёркивая роль предраковых заболеваний, а также экзогенных и эндогенных факторов в их развитии, зависимость степени злокачественности от возраста и пола пациента, характера новообразования. Герцену принадлежат весьма ценные работы о раке губы и языка. В 1930 году были опубликованы его научные труды «Введение в клинику хирургических форм рака», «Рак фатерова сосочка», «Рак молочной железы». Раку молочной железы была посвящена отдельная глава в вышедшей в 1937 году в Киеве книге «Злокачественные новообразования», где Герцен изложил свой многолетний опыт в этой области и предложил выделить 4 стадии рака молочной железы, а на основе этой классификации обосновал схему профилактики рака в масштабе государства. В своих работах по онкологической тематике Герцен постоянно подчёркивал важность ранней диагностики злокачественных новообразований и своевременного оперативного вмешательства. Будучи сторонником хирургического метода лечения онкологических больных, Герцен вместе с тем отрицательно относился к расширению хирургических операций при распространённом опухолевом процессе и считал, что этот вопрос необходимо решать индивидуально с учётом стадии процесса, гистологической формы и расположения опухоли, возраста больного и особенностей клинического течения болезни. П. А. Герцен с сотрудниками своего института в эти годы интенсивно занимался вопросами лечения рака пищевода, шейки матки, толстой и прямой кишок, проводил внедрение электрохирургии для удаления опухолей, исследовал влияние методов лучевой терапии в лечении злокачественных новообразований различной локализации, изучал лимфатическую систему желудка в норме и при раке. Значительное внимание уделялось вопросам комбинированного лечения злокачественных опухолей, профилактике рака и предраковых состояний.
П. А. Герцен был убеждён в том, что для эффективного лечения онкологических пациентов необходимы широкое санитарное просвещение населения и активное участие органов здравоохранения. Он выступил инициатором учреждения в Москве в 1930 году специального комитета для разработки положения о Московской онкологической организации. Герцен посетил с лекциями многие города, настоял на организации в Москве 9 онкологических пунктов, обязав в качестве районных онкологов работать сотрудников своего института, добился открытия филиалов в Рязани, Туле, Коломне и некоторых других городах. В это же время он выступил инициатором проведения «Противораковой недели» и 1-й областной онкологической конференции. Пётр Александрович и его сотрудники стали читать курс лекций по вопросам онкологии для врачей крупных лечебно-профилактических учреждений Московской области. Герцен указывал на важность организации строгого учёта и статистики онкологических заболеваний, создания специализированных медицинских учреждений (онкологических диспансеров) и подготовки кадров врачей-онкологов, а также на необходимость повышения квалификации врачей общего профиля в области онкологии.

### В сердечно-сосудистую хирургию
Основываясь на своём опыте лечения раненых в русско-японскую войну 1904—1905 годов с повреждениями кровеносных сосудов, П. А. Герцен написал монографию «Хирургическое лечение травматических аневризм по наблюдениям Русско-японской войны и последующих лет» (1911), ставшую первой русской книгой, наиболее полно освещающей эту проблему. В этой монографии он наиболее полно для своего времени изложил симптоматику аневризм, течение заболевания, возможные осложнения, показания и противопоказания к хирургической операции, определяющие тактику хирургов при ранениях кровеносных сосудов в военно-полевых условиях, а также подробно описал методы соответствующих оперативных вмешательств. Герцен одним из первых стал при перевязке артерий лигировать и одноимённую вену для предупреждения гангрены конечности. Среди его научных трудов особого внимания заслуживает монография «О кровотечениях» (1940), в которой приведены новейшие для того времени данные о гемостазе, значении гепарина, тромбообразовании, а также описан ряд технических особенностей, играющих большую роль при лигировании сосудов, предложен оригинальный чрезбрюшинный способ перевязки почечных сосудов. Во время перевязки крупного артериального ствола, производимой при его травматическом повреждении, Герцен рекомендовал выполнить иссечение этого ствола на протяжении раненого участка или же удалить соответствующие ганглии симпатического ствола вдоль позвоночника, что значительно улучшает кровообращение и оптимизирует трофику поражённой конечности. П. А. Герцен подробно разъясняет хирургам — читателям монографии, какой тактики следует придерживаться при ранениях крупных сосудов черепа, полости рта, лёгких, органов брюшной полости и других локализаций. Кроме того, в этой монографии акцентировано внимание хирургов на вторичных кровотечениях при тяжёлых гнилостных процессах и даны рекомендации по этому вопросу, что принесло неоценимую пользу в годы Великой Отечественной войны, когда военно-полевые хирурги встретились с проблемой вторичных кровотечений при гнилостном воспалении ран.
Герценом также подготовлены работы «О перикардиотомии», «К казуистике ранений сердца». Он одним из первых в России наложил шов на миокард при ранении сердца: две операции по поводу ранения сердца были выполнены им в 1902 году. Свой опыт в этой сфере он опубликовал в 1904 году, подробно разобрав вопросы диагностики ранений сердца и технические особенности оперативного вмешательства. В числе прочих рекомендаций Герцен обосновывал возможность вывихивания сердца в рану и его фиксации рукой хирурга. Герцен применял активную тактику при лечении гнойных перикардитов, которая оставалась актуальной в течение длительного времени после его работ.
В 1904 году на IX Пироговском съезде Герценым было сделано предложение полностью удалять костную часть грудной стенки в предсердечной области при операциях по поводу ранения сердца, что рассматривалось им как профилактика сдавления сердца при возможном развитии слипчивого перикардита в будущем.

### В урологию
В 1906 году на VI-м съезде российских хирургов Герцен выступил с докладом о технике чреспузырной простатэктомии. В 1907 году он опубликовал клинический случай хирургического лечения огнестрельного повреждения почечных сосудов и печени: хирургическим вмешательством на обоих органах удалось добиться полного выздоровления пациента. В этом же году им выполнена редкая урологическая операция — лоханочно-мочеточниковая пластика по поводу ремитирующего гидронефроза — с очень хорошим результатом (эта операция Герцена была 14-й в мировой литературе). В защищённой им в 1909 году докторской диссертации «Экспериментальное исследование о действии на почки веществ, возникающих в крови при иммунизации животных почечной тканью или при повреждении одной почки» Герцен указывает на взаимосвязь своих исследований и выводов о нефролизинах и нефротоксинах с проблемами почечной хирургии: считает недопустимой перевязку мочеточника без одновременного удаления почки, так как образующиеся в атрофирующейся почке нефротоксины оказывают токсическое действие на здоровую почку.

### В хирургию вегетативной нервной и эндокринной систем
В защищённой в 1897 году в Лозанне диссертации на степень доктора медицины «Les causes de mort après la double vagotomie dans leur rapport avec les conditions de survie» («О причинах смерти после двусторонней ваготомии в их связи с условиями выживания»), основанной на большом экспериментальном материале, Герцен пролил свет на многие неясные в то время вопросы о роли пересечения блуждающих нервов в различных их отделах и влияния пересечения на функционирование желудочно-кишечного тракта, а также о допустимости такого пересечения. П. А. Герценым были выяснены последствия ваготомии, среди которых он отмечал значительное расширение и атонию желудка, приводившие животных к гибели без промывания желудка или наложения желудочного свища. Проанализировав данные исследований Bernard (1858), Contejeon (1892), Krechl (1892) и результаты собственных наблюдений, Герцен сделал вывод, что помимо нарушения моторики желудка у ваготомированных животных снижается его пищеварительная активность. Ваготомия на уровне шеи не имеет непосредственного отражения на органах брюшной полости, но заметно влияет на функцию сердца и лёгких. Пересечение блуждающих нервов на уровне кардии или внутри грудной клетки, как правило, не приводит к летальному исходу.
Герцен при нефроптозе удалял аортально-почечный симпатический узел с одновременной нефропексией, получая хорошие результаты лечения; проводил удаление симпатических нервов подвздошно-ободочной артерии для частичной денервации слепой кишки и устранения болей, связанных с подвижной слепой кишкой и первично-хроническим аппендицитом. П. А. Герцен первым в Советском Союзе стал выполнять операции по поводу сердечной недостаточности и стенокардии, выполняя субтотальную тиреоидэктомию и удаляя симпатические узлы на шее, что приводило к снижению интенсивности обменных процессов в организме и уменьшению потребления кислорода миокардом, благодаря чему облегчалась работа больного сердца. Герцен выполнял хирургические вмешательства на головном и спинном мозге; при спонтанной гангрене производил эпинефрэктомию, ганглиэктомию, невротомию. П. А. Герценом написана работа «О хирургическом лечении акромегалии». При диффузном токсическом зобе Герцен производил удаление звёздчатого узла.

### В анестезиологию
П. А. Герцен уделял большое внимание разработке вопросов регионарной анестезии. В 1901 году им были выполнены исследования по применению проводниковой анестезии, с того момента Герцен отдавал предпочтение одновременному применению проводниковой и инфильтрационной анестезии при местном обезболивании подлежащего операции травмированного очага, что позволяло добиться лучших результатов. При этом Герцен не являлся сторонником лишь одного метода анестезии, считая, что в более сложных случаях, когда необходимо оперировать несколько ран различной локализации или выполнить более сложную операцию, преимущество должно отдаваться общему обезболиванию; наркоз, кроме того, устраняет опасность развития вторичного шока. В работе «Наркоз и обезболивание» он досконально излагает преимущества внутривенного наркоза с использованием барбитуровых препаратов гексенала и пронаркона.

## Научная школа и педагогическая деятельность
П. А. Герцен вёл большую педагогическую работу с 1910 года до самой своей смерти в 1947 году. Он первым предпринял попытку введения новых форм преподавания оперативной хирургии и топографической анатомии, так как был убеждён, что чисто анатомическое изложение оперативной хирургии не совсем удовлетворяет современным требованиям медицинской науки: хирург должен знать, к каким функциональным расстройствам может привести даже технически безупречно выполненная им операция. Благодаря этим взглядам на возглавляемой им кафедре утвердилось физиологическое направление в преподавании оперативной хирургии, заключавшееся в физиологическом обосновании применяемых хирургических методов лечения.
Мой учитель Пётр Александрович Герцен говорил мне: врач не должен ничего бояться. И на собственном примере демонстрировал это качество. Запечатлелась в памяти одна из его срочных ночных операций. Больную с сильно увеличенной селезёнкой привезли из другой больницы, где не рискнули удалить орган из-за возможного смертельного кровотечения. Громадные размеры селезёнки не позволяли «подойти» к кровеносным сосудам. Тогда Пётр Александрович левой рукой изолировал ножку селезёнки и пересёк сосуды вслепую. А когда хлынула кровь, быстро закрыл струю пальцами, спокойно, ориентируясь в глубине на ощупь, прошил и перевязал артерию и вену, каждую в палец толщиной. С сияющими глазами подошёл к нам от операционного стола: «Вот, не хирург боится крови, а кровь должна бояться хирурга».
Он постоянно оперировал в окружении студентов и врачей-курсантов, считая, что преподавание должно проводиться не столько в лекционной аудитории, сколько у постели пациента, в операционной, перевязочной или же анатомическом театре. Однако Герцен был и блестящим лектором, увлекавшим своих слушателей темпераментом, энциклопедическими знаниями и оригинальностью мысли. Для него было характерно стремление передать своим студентам и курсантам как можно больше знаний, научить их клиническому мышлению, верной оценке фактов и наблюдений, а также умению формировать правильные выводы.
Будучи незаурядным хирургом-анатомом, поражавшим студентов и врачей своими знаниями, Герцен старался привить свою любовь к анатомии студентам на лекциях, практических занятиях, в операционной. Он говорил:

Хирург не имеет права браться за нож, не зная анатомии и возможные осложнения и их причины.
Пётр Александрович был не требовательным, вернее снисходительным, и я не помню, чтобы он когда-нибудь сделал более или менее резкое замечание врачу за упущение в работе, хотя бы последний того и заслуживал.
В клинике Герцен предоставлял большую самостоятельность и инициативу врачам в научной работе, относился к ним не так требовательно. Однако, несмотря на некоторый либерализм по отношению к молодым докторам, он оказывал на них колоссальное влияние благодаря своему темпераменту, таланту, большому числу новых идей, отточенной хирургической технике, влюблённости в хирургию и своему неповторимому обаянию.
П. А. Герцен создал крупную школу хирургов, изучавшую широкий спектр хирургических вопросов: проблемы сосудистой хирургии, онкологии, хирургические заболевания органов грудной клетки и брюшной полости. Его учениками являются многие известные учёные, в числе которых можно назвать следующих: В. И. Астрахан, Е. Л. Берёзов,
Ю. М. Бомаш, Я. М. Брускин, Б. Г. Егоров, К. Д. Есипов, И. С. Жоров, А. М. Заблудовский, П. И. Ильченко, В. А. Иванов, А. И. Кожевников, Г. Э. Корицкий, Ф. М. Ламперт, И. Г. Лукомский, Н. П. Маслов, П. Г. Мелихов, Б. В. Милонов, Л. М. Нисневич, Д. Э. Одинов, Г. Е. Островерхов, Б. В. Петровский, Л. Н. Поздняков, Е. С. Рабинович, Г. А. Рейнберг, А. И. Савицкий, В. М. Святухин, С. Р. Френкель, А. Н. Шабанов, Е. С. Шахбазян. Школа П. А. Герцена всегда характеризовалась перспективностью научных направлений и непрерывным поступательным движением. Многие ученики Герцена работали в лечебных учреждениях в самых разных частях Советского Союза, где продолжали разрабатывать актуальные проблемы хирургии.

Георгий Ефимович Островерхов
Исаак Соломонович Жоров

Учившийся у него в 1920-е годы А. Л. Мясников вспоминал:

… другой талантливый хирург, повторявший нам по нашей просьбе забытую с третьего курса оперативную хирургию, П. А. Герцен — внук писателя А. И. Герцена, громко кричал на ломаном русском языке (он воспитывался во Франции): «Нэ бойтесь кравитечений. Какая красивая картина. Пальцевое прижатие — вот ино — хлоп!».

## Общественная деятельность
Герцен пользовался значительным авторитетом среди отечественной и зарубежной медицинской общественности. Герцен состоял членом ЦК профсоюзов Медсантруд, Учёного Совета Министерства здравоохранения СССР, редактором журналов «Хирургия» и «Новый хирургический архив». В 1934 году Пётр Александрович возглавил хирургическую секцию комитета смотра молодых учёных-медиков, проводимого ЦК ВЛКСМ. Он был почётным членом Французской академии хирургии, членом Международного общества хирургов, членом Высшей аттестационной комиссии. Герцен избирался председателем правлений Всероссийского и Всесоюзного обществ хирургов (1926—1928, 1935—1936), председателем XXI-го (1929) и XXIV-го (1938) Всесоюзных съездов хирургов, что наглядно демонстрирует официальное признание его как главы отечественной хирургии того периода, а также высокую оценку его заслуг перед медицинской общественностью страны.
П. А. Герцен был организатором «противораковой недели», проводившейся в Советском Союзе в апреле 1930 года. В это же время был учреждён специальный комитет, куда, помимо самого Герцена, вошли В. Н. Розанов и В. Р. Хесин. Комитетом было разработано положение о Московской онкологической организации и проведена первая Московская онкологическая конференция с участием большого количества учёных и практических врачей, положившая начало планомерному развитию в СССР борьбы со злокачественными новообразованиями с участием врачей, государственных органов и общественности.

## Награды и премии
- Два ордена Трудового Красного Знамени (1940; 10.06.1945)[30]
- Медаль «За оборону Москвы»[13]
- Медаль «За доблестный труд в Великой Отечественной войне 1941—1945 гг.»[44]
- Значок «Отличнику здравоохранения»[44]
- Заслуженный деятель науки РСФСР (1934)[30][41]

## Память

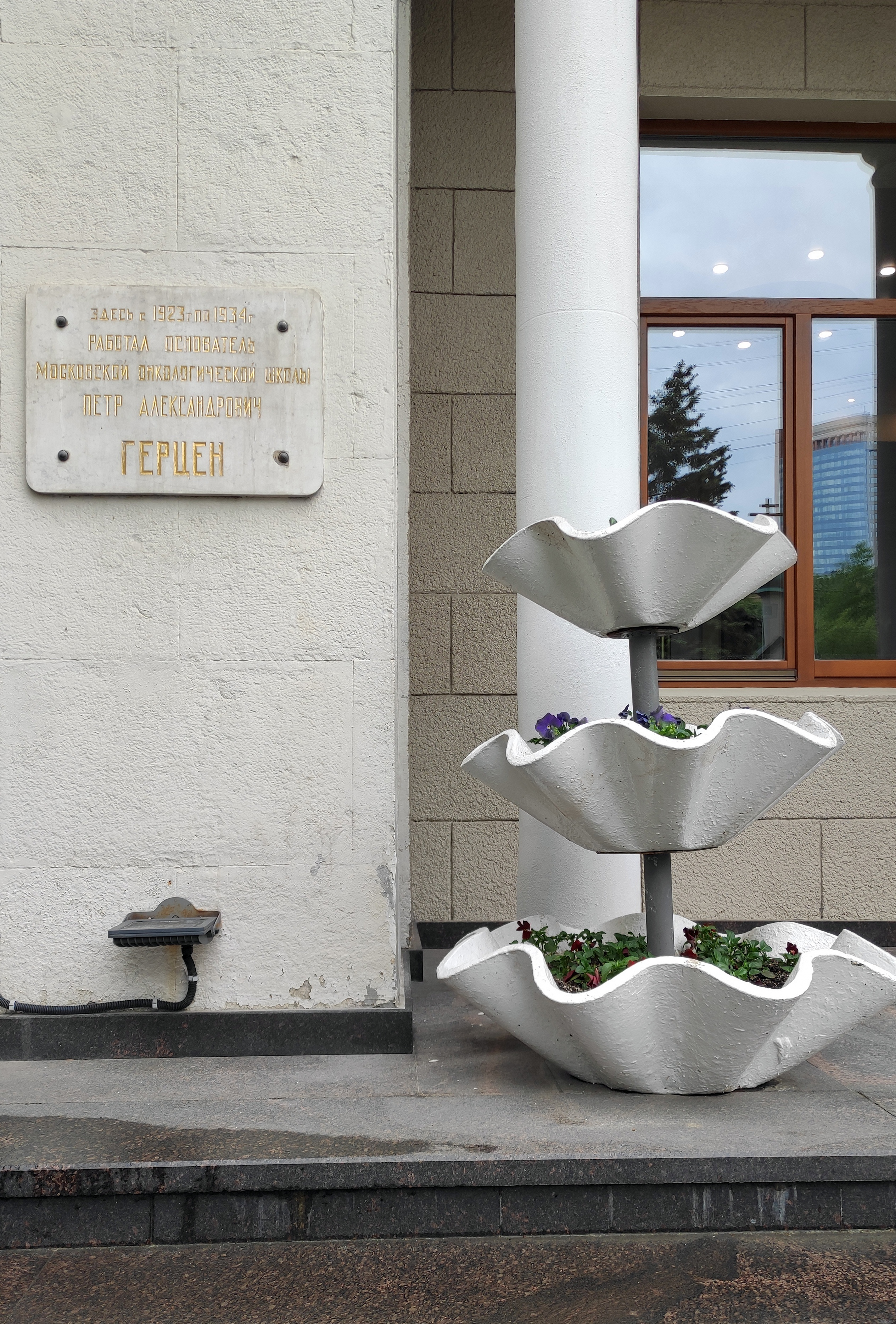
Мемориальная доска памяти П. А. Герцена в Москве на доме 3 по 2-му Боткинскому проезду

Обложка журнала «Онкология : журнал им. П. А. Герцена»

- В 1947 году после смерти П. А. Герцена его имя было присвоено Московскому научно-исследовательскому онкологическому институту[15][43][73][89][95][96][97][98]. На здании института по адресу 2-й Боткинский проезд, 3 установлена мемориальная доска с текстом: «Здесь с 1923 по 1934 год работал основатель московской онкологической школы Петр Александрович Герцен»[22], в здании института установлен его бюст[99], а в бывшей операционной Петра Александровича усилиями современных врачей воссоздан его кабинет, где профессор проводил свои исследования и принимал больных; среди экспонатов — врачебный саквояж с набором медицинских предметов для работы на вызове, хирургические инструменты, рукописи, значительное количество личных вещей, его рабочий стол, кресло, лампа, кожаный диван, шкафы[75].
- Мемориальная доска в его честь установлена в Первом московском государственном медицинском университете имени И. М. Сеченова[13][99].
- Со 2-го полугодия 2012 года издательством «Медиа Сфера» выпускается рецензируемый научно-практический медицинский журнал «Онкология. Журнал имени П. А. Герцена», посвящённый вопросам практической клинической онкологии, организации противораковой борьбы, профилактике онкологических заболеваний[100][101].

## Медицинские термины, в которых присутствует имя П. А. Герцена
- Доступ Герцена при мастэктомии: кожный разрез начинается от клювовидного отростка лопатки, окаймляет основание молочной железы и оканчивается у мечевидного отростка или основания грудины[102]
- Операция Герцена:

1. двухэтапная хирургическая операция, применяемая при передних черепно-мозговых грыжах, первый этап которой включает лигирование и рассечение внутричерепной части шейки грыжевого мешка и пластику внутреннего отверстия костного канала грыжи свободным надкостнично-костным лоскутом, полученным путём выкраивания из лобного бугра (без проведения пластики дефекта твёрдой мозговой оболочки), а второй этап заключается в полном иссечении наружной части грыжи;
2. хирургическая операция, применяемая при бедренной грыже, при которой закрытие грыжевых ворот осуществляется посредством прикрепления паховой связки к лобковой кости проволочными швами, проведёнными через просверлённые в кости отверстия
3. хирургическая операция при подвижной слепой кишке: брюшная полость вскрывается косым разрезом в правой подвздошной области, удаляется червеобразный отросток; резецируется излишняя часть брюшины на брыжейке слепой кишки и в области подвздошной ямки кнаружи от кишки, после чего край разреза париетальной брюшины сшивается в косом направлении узловыми швами с tenia libera; после затягивания швов происходит фиксация и сужение кишки

- Операция Герцена — Монпрофи — паллиативная хирургическая операция, применяемая при раке головки поджелудочной железы, заключается в наложении соустья между желчным пузырём и дистальным концом петли тощей кишки, выключенной U-образным анастомозом по Ру[106]
- Операция Герцена — Лихтенберга — хирургическая операция, применяемая при гидронефрозе и заключающаяся в создании продольного лоханочно-мочеточникового анастомоза[107]
- Операция Зеренина — Кюммеля — Герцена — хирургическая операция, применяемая при выпадении прямой кишки, заключается в трансабдоминальной фиксации тазовой части сигмовидной ободочной кишки к передней продольной связке позвоночника в области мыса крестца[35]
- Операция Китли — Торека — Герцена — хирургическая операция, применяемая при крипторхизме и заключающаяся в мобилизации и низведении яичка на дно мошонки с фиксацией его к фасции бедра за белочную оболочку на 2—4 месяца[108]
- Операция Мари — Герцена — хирургическая операция, применяемая при портальной гипертензии и асците, заключается в окутывании почки сальником на ножке[109]
- Операция Ру — Герцена — хирургическая операция, заключающаяся в создании искусственного пищевода из тонкой кишки, проводимой подкожно перед грудиной[25][65][66][67][110]
- Операция Торека — Герцена — двухэтапная хирургическая операция, применяемая при крипторхизме, на первом этапе которой производится низведение яичка в мошонку и через разрез в области дна мошонки фиксация к широкой фасции бедра с одновременным подшиванием краев разреза мошонки к краям разреза на бедре, а на втором этапе, выполняемом через 6—12 месяцев, производится отделение мошонки от бедра, а яичка от фасции[1][35][60][111][112][113]
- Способ Герцена — Бакулева — способ эзофагоеюностомии после удаления желудка: на пищеводе оставляется часть желудка по малой кривизне; на образованный «малый желудочек» накладывают анастомоз с петлёй тощей кишки[25][114][115]
- Способ Герцена — Фридриха — хирургическая операция, применяемая при выпадении прямой кишки, заключается в подшивании сигмовидной кишки в натянутом положении к передней брюшной стенке после предварительного наложения анастомоза между обоими коленями кишки[116]
- Способ отведения желчи Герцена (метод Ру — Герцена) — способ холецистоеюностомии: накладывается анастомоз между концом V-образно выключенной петли тощей кишки и желчным пузырём[117]

## Основные научные труды
- Herzen, Pierre. Les causes de mort après la double vagotomie dans leur rapport avec les conditions de survie. — Lausanne: Impr. L. Vincent, 1897. — 103 с. — (Travail du Laboratorie de physiologie de l'Université de Lausanne).
- Герцен П. А. Частичная ринопластика: Восстановление кончика носа. — М.: Т-во скоропеч. А. А. Левенсон, 1901. — 6 с.
- Герцен П. А. К вопросу о технике холецистэнтеростомии // Русское хирургическое обозрение. — М., 1903. — Т. 1, № 1. — С. 32.
- Герцен П. А. О полной промежностной простатектомии. — М.: Т-во тип. А. И. Мамонтова, 1903. — 12 с.
- Герцен П. А. Два случая операции на сердце. IV съезд Российских хирургов, 1903 // Русский хирургический архив. — СПб., 1904. — Т. 1. — С. 144—145.
- Герцен П. А. К казуистике ранений сердца: (Доложено на Пирогов. съезде 1904 г.). — М.: Т-во тип. А. И. Мамонтова, 1904. — 8 с.
- Герцен П. А. К казуистике ранений сердца // Медицинское обозрение. — М., 1904. — Т. 61, № 7. — С. 465—472.
- Герцен П. А. О ремиттирующем гидронефрозе и о лоханочно-мочеточниковой пластике. — М., 1907. — 13 с.
- Герцен П. А. О технике чрезпузырной простатектомии. — М.: Т-во скоропеч. А. А. Левенсон, 1907. — 11 с.
- Герцен П. А. О технике чрезпузырной простатектомии // Труды VI съезда российских хирургов. — М., 1907. — С. 221—223.
- Герцен П. А. Случай доброкачественного сужения пищевода, оперированного по видоизменённому способу Ру // Труды VII съезда российских хирургов. — М., 1908. — С. 210—213, 220—221.
- Герцен П. А. О нефролизине. — М.: Т-во «Печатня С. П. Яковлева», 1909. — 284 с.
- Герцен П. А. Экспериментальное исследование о действии на почки веществ, возникающих в крови при иммунизации животных почечною тканью или при повреждении одной почки: Дис. на степ. д-ра мед. — М.: Т-во «Печатня С. П. Яковлева», 1909. — 284 с.
- Герцен П. А. О некоторых новых способах обеззараживания рук и операционного поля. — М., 1911.
- Герцен П. А. Хирургическое лечение травматических аневризм: По наблюдениям Русско-японской войны и последующих лет. — М., 1911. — 95 с.
- Герцен П. А. О перикардиотомии // Клиническая медицина. — М., 1924. — Т. 2, № 1. — С. 5—8.
- Герцен П. А. О раке языка // Новый хирургический архив. — Днепропетровск, 1928. — Т. 16, № 3.
- Герцен П. А. Введение в клинику хирургических форм рака // Новая хирургия. — 1930. — Т. 11, № 7.
- Герцен П. А. Случай антеторакальной пластики пищевода путём перемещения желудка // Новый хирургический архив. — Днепропетровск, 1933. — Т. 38, вып. 2, № 110. — С. 264—265.
- Герцен П. А. О границах оперативного лечения раковых опухолей в связи с их патологическими свойствами // Вопросы онкологии. — 1934. — Т. 5. — С. 126—147.
- Герцен П. А. О кровотечениях. — М.: Медгиз, 1940. — 68 с.
- Герцен П. А. О хирургии сердечных заболеваний // Советская хирургия. — М.: Медгиз, 1936. — № 3. — С. 379—393.
- Герцен П. А. Избранные труды / Под редакцией Ф. И. Янишевского. — М.: Медгиз, 1956. — 344 с.
- Герцен П. А. Причины смерти после двусторонней ваготомии в их связи с условиями выживания / Перевод с французского Р. М. Гурвич. — М.: Медгиз, 1960. — 88 с.

## Семья
Жена: дочь почётного гражданина, Елена Михайловна Зоти. Их дети:
- Елена (1899—?)
- Александр (1900—?)
- Константин (1902—?)
- Владимир (1907—?)

## Комментарии
1. ↑  Пётр Александрович Герцен — единственный из всех потомков Александра Ивановича Герцена, кто выполнил завет последнего вернуться в Россию[24].
2. ↑  В течение всей своей последующей жизни П. А. Герцен говорил с заметным французским акцентом, иногда неправильно ставя ударение в словах[26].
3. ↑  В Российской империи (до 1917 года) — нештатный врач, бесплатно работавший в больнице или в каком-либо ином учреждении в целях прохождения практики[27].
4. ↑  Пациентка Герцена, которой впервые была произведена успешная пластика пищевода, прожила более 30 лет, вернулась к нормальной жизни и имела детей[57].